# Tovste, Șîșakî
Tovste (în ucraineană Товсте) este un sat în așezarea urbană Șîșakî din regiunea Poltava, Ucraina.

## Demografie
Componența lingvistică a localității Tovste
     Ucraineană (99,44%)
     Alte limbi (0,56%)
Conform recensământului din 2001, majoritatea populației localității Tovste era vorbitoare de ucraineană (99,44%), existând în minoritate și vorbitori de alte limbi.